# Cheetos
Cheetos (precedentemente Chee-tos) è un marchio di snack alla farina di mais a base di formaggio, prodotto da Frito-Lay e sussidiaria di PepsiCo.
Charles Elmer Doolin, già creatore dei Fritos, inventò i Cheetos nel 1948 e iniziò la distribuzione nazionale dagli Stati Uniti. Il successo iniziale dei Cheetos fu un fattore importante che contribuì alla fusione tra The Frito Company e H.W. Lay & Company nel 1961, per poter formare l'attuale Frito-Lay. Nel 1965, Frito-Lay divenne una filiale della The Pepsi-Cola Company formando la PepsiCo, l'attuale proprietario del marchio Cheetos.
Nel 2010, Cheetos è stata classificata come la marca più venduta di patatine al formaggio nel suo mercato primario degli Stati Uniti. In media, in tutto il mondo, le vendite al dettaglio annuali ammontano di circa 4 miliardi $. Gli originali Cheetos Crunchy sono ancora in produzione, ma la linea di prodotti si è ampliata fino ad includere 21 diversi tipi di Cheetos nel solo Nord America. I Cheetos sono venduti in più di 36 paesi e il sapore e la composizione degli stessi variano spesso per soddisfare il gusto e le preferenze culturali regionali, come il Savory American Cream in Cina e lo Strawberry Cheetos in Giappone.
In Italia sono state distribuite ufficialmente nel 2021, prima era possibile acquistarli soltanto d'importazione in alcuni negozi specializzati, in alcuni distributori automatici o online.

## Storia
I Cheetos furono inventati nel 1948 dal creatore dei Fritos, Charles Elmer Doolin, che li preparò e li testò, per la prima volta, nella cucina di ricerca e sviluppo della Frito Company, di Dallas, in Texas. In quegli anni, le patatine al formaggio si vendevano molto rapidamente ma Doolin non aveva la capacità di produrli o di distribuirli in massa per supportare un lancio su scala nazionale. Ciò portò Doolin a collaborare con Herman W. Lay, imprenditore di patatine fritte per il marketing e la distribuzione, e i Cheetos furono introdotti a livello nazionale negli Stati Uniti nel 1948, insieme a delle patatine chiamate Fritatos. Il successo dei Cheetos spinse Doolin e Lay a unire le loro due società nel 1961, formando l'attuale Frito-Lay Inc. A quel tempo, Cheetos era uno dei quattro più grandi marchi di snack prodotti dalla società che aveva un fatturato annuale di 127 milioni $. Nel 1965, Frito-Lay si fonde con la Pepsi-Cola Company per formare PepsiCo, portando la distribuzione dei Cheetos al di fuori del Nord America.
Mentre i Cheetos sono stati i primi snack del suo genere, molti prodotti concorrenti nella categoria degli snack hanno iniziato a distribuire prodotti simili come Cheese Curls di Utz, Cheese Curls di Herr's e i Cheez Doodles di Wise. La maggior parte degli snack in salsa di formaggio in competizione sono distribuiti in regioni specifiche degli Stati Uniti, ma al 2010, i Cheetos rimangono gli snack al formaggio più venduti in America.